# Corymbia ficifolia

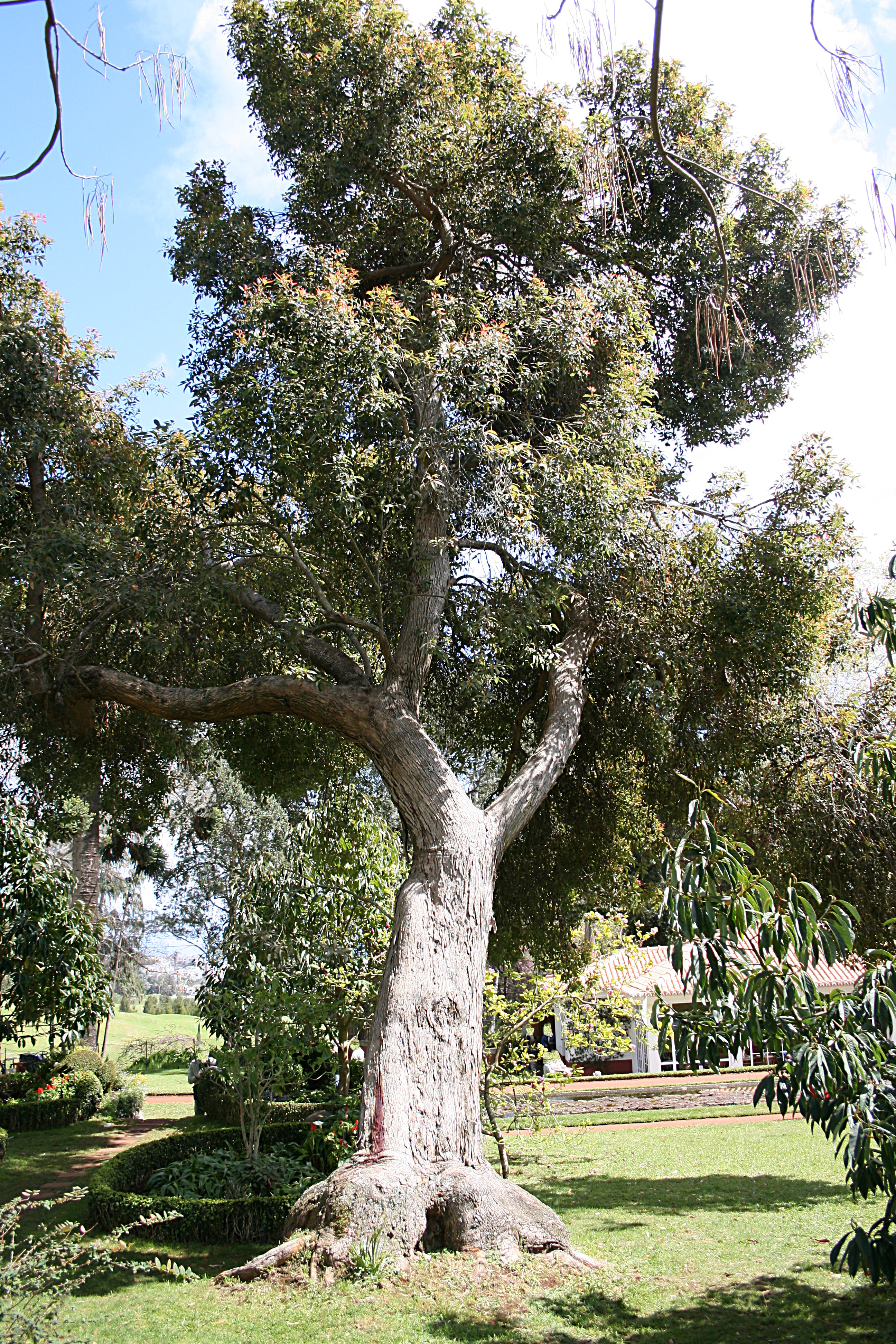
Vista de la planta

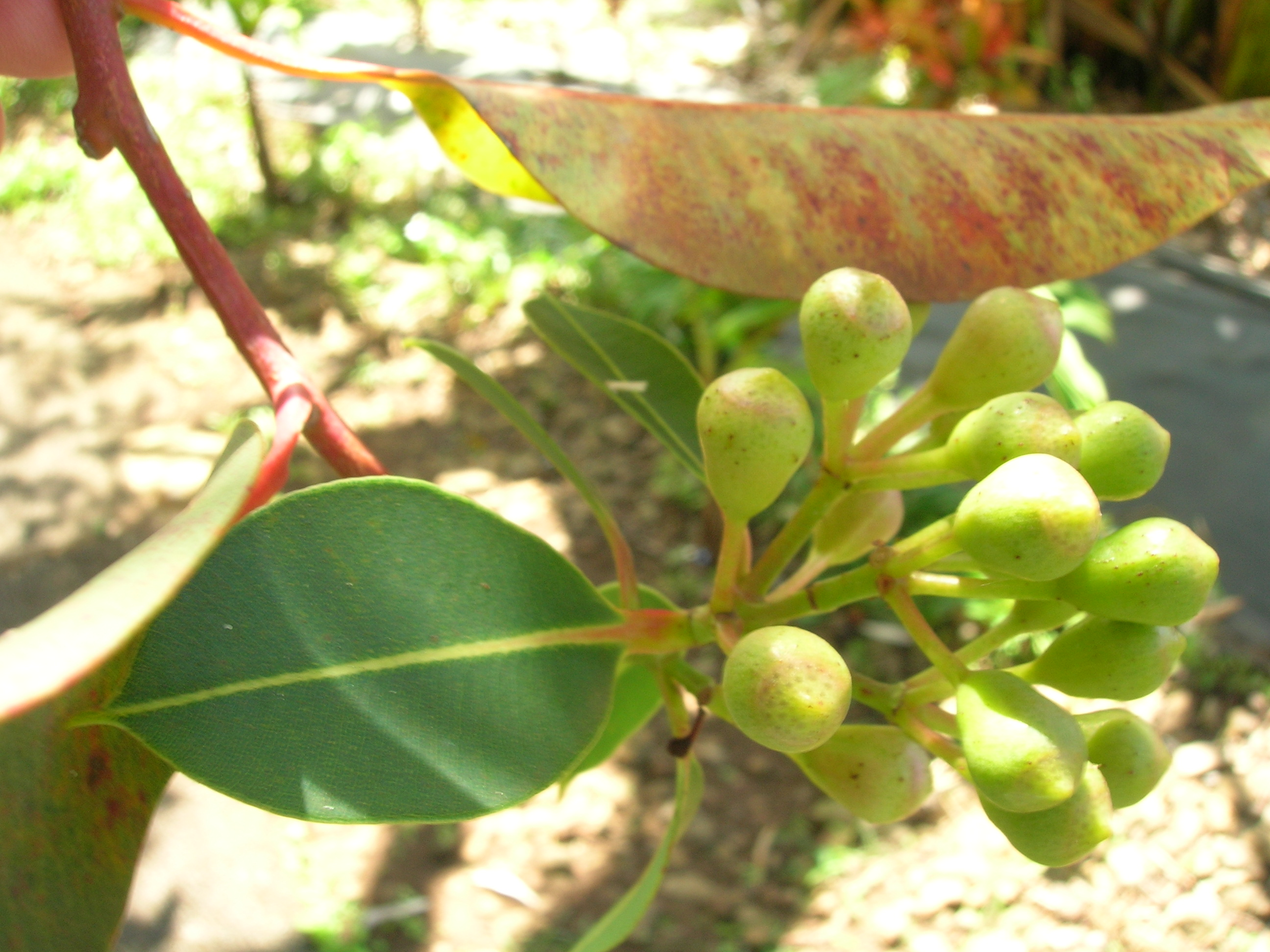
Fruits

Corymbia ficifolia (prèviament conegut com a Eucalyptus ficifolia) és un dels arbres ornamentals més comunament plantats que estan relacionats amb la més àmplia família de les Mirtàcies. És un arbre nadiu d'una àrea molt restringida de les costes del sud d'Austràlia Occidental, tot i que no se la considera una espècie vulnerable en estat silvestre. Se l'anomena "Eucaliptus vermell" o "eucaliptus de flors vermelles" per les seves vistoses flors d'aquest color. No obstant, hi ha altres eucaliptus també de flor vermella que han adoptat el mateix nom popular.
Aquesta espècie té preferència pel sòl poc fèrtil i sorrenc, però és molt adaptable a un gran rang de condicions. Tot i això, no suporta fortes gelades o excessiva humitat. Està estretament relacionat amb Eucalyptus calophylla, molt més estès per tot el sud d'Austràlia Occidental. Són tan filogenèticament semblants que per a alguns especialistes és delicat separar-los taxonòmicament.